# (5191) 1990 VO3
(5191) 1990 VO3 là một tiểu hành tinh vành đai chính. Nó được phát hiện bởi Seiji Ueda và Hiroshi Kaneda ở Kushiro, Hokkaidō, ngày 13 tháng 11 năm 1990.